# Лоха (Росія)
Ло́ха (рос. Лоха) — село у складі Нікольського району Вологодської області, Росія. Входить до складу Нікольського сільського поселення.

## Населення
Населення — 8 осіб (2010; 2 у 2002).
Національний склад (станом на 2002 рік):
- росіяни — 100 %